# 1400

1400(천사백)은 1399보다 크고 1401보다 작은 자연수다.

## 수학
- 합성수로, 그 약수는 총 24개다. (1, 2, 4, 5, 7, 8, 10, 14, 20, 25, 28, 35, 40, 50, 56, 70, 100, 140, 175, 200, 280, 350, 700, 1400)
  - 1400의 진약수의 합은 2320이므로, 1400은 과잉수다.
- {\displaystyle 1400=10^{2}+20^{2}+30^{2}}
  - 공차가 10인 세 자연수의 제곱합으로 나타낼 수 있는 수다. 이 성질을 지닌 앞의 수는 1283, 다음 수는 1523이다.
  - 연속하는 세 개의 {\displaystyle 10n}({\displaystyle n}은 자연수)의 제곱합으로 나타낼 수 있는 가장 작은 수다. 이 성질을 지닌 다음 수는 2900이다.
- {\displaystyle 1400=11^{2}+12^{2}+13^{2}+14^{2}+15^{2}+16^{2}+17^{2}}
  - 연속하는 자연수 7개의 제곱합으로 나타낼 수 있으며, 이 성질을 지닌 앞의 수는 1211, 다음 수는 1603이다.
- {\displaystyle 99^{2}-1}은 1400으로 나누어떨어진다.

## 과학·기술
- NGC 1400(영어판): 에리다누스자리 방향에 있는 타원은하.
- 1400 티렐라(영어판): 소행성.
- 피아트 1400(영어판): 피아트의 승용차.
- IBM 1400 시리즈(영어판): IBM의 컴퓨터 시리즈.

## 교통
- 1400계(일본어판): 일본에서 숫자 1400을 사용하는 철도 차량들을 일컫는 용어.

## 문화유산
- 대한민국의 보물 제1400호: 분청사기 상감모란당초문 장군

## 작품
- 비디오 게임
  - 《유로파 1400: 더 길드(영어판)》(2002년): 4헤드 스튜디오(이후 덱13)에서 제작한 시뮬레이션 게임.
- 영화
  - 《1400(영어판)》(2015년): 싱가포르의 드라마 영화.

## 기타
- 연도: 1400년, 기원전 1400년
- 1400년대
- 유럽 연합의 화폐인 유로(eur)는 대한민국 원(krw)으로 약 1,400원 이상이다.
- 1400 스미스 스트리트(영어판): 미국 텍사스주 휴스턴에 있는 사무용 건물.

## 같이 보기
- 1000